# Christian Rivera Hernández
Christian Rivera Hernández (Gijón, Asturias, 9 de julio de 1997) es un futbolista español que juega de centrocampista en el F. C. Torpedo Kutaisi de la Erovnuli Liga.

## Trayectoria
Se formó las categorías inferiores del Sporting de Gijón, pero a los 16 años, tras la negativa del club gijonés a su fichaje por el Atlético de Madrid, el jugador se declaró en rebeldía y dejó de entrenar y jugar. Todo esto le llevó a fichar en verano de 2014 por el filial del Real Oviedo. Debutó con el primer equipo el día 16 de mayo de 2015 ante el Coruxo. Su primer gol en el fútbol profesional fue el 17 de octubre de 2015 en su tercer partido de la Segunda División que enfrentó al Real Oviedo contra el Alcorcón en el Estadio Carlos Tartiere y que a la postre supuso la victoria del equipo carbayón por 3-2.
El 1 de julio de 2016 rescindió su contrato con los ovetenses y ficha por la Sociedad Deportiva Eibar. Tras año y medio, y habiendo disputado 24 partidos de primera, en enero de 2018 fue cedido al Fútbol Club Barcelona "B".
El 31 de julio de 2018 fue traspasado a la Unión Deportiva Las Palmas, que lo contrata por 4 temporadas. Sin embargo no tuvo continuidad en el equipo y el 25 de octubre fue cedido a la Sociedad Deportiva Huesca de la Primera División. El 2 de septiembre de 2019 se marchó, también cedido, al Club Deportivo Leganés. En enero de 2020 acumuló una nueva cesión, en esta ocasión al Girona F. C. que mantendría una opción de compra en caso de lograr el ascenso.
El 19 de julio de 2021 regresó al Real Sporting de Gijón tras desvincularse de la Unión Deportiva Las Palmas. Esta segunda etapa en el club duró tres años y al finalizar la temporada 2023-24 su contrato fue rescindido. Entonces estuvo un tiempo sin equipo y en marzo de 2025 se unió al F. C. Torpedo Kutaisi georgiano.

## Selección nacional
Ha sido internacional con la selección de fútbol sub-20 de España y ha participado también en las categorías sub-16 y sub-19.

## Clubes
| Club                         | País    | Año       |
| ---------------------------- | ------- | --------- |
| Real Oviedo "B"              | España  | 2014-2015 |
| Real Oviedo                  | España  | 2015-2016 |
| S. D. Eibar                  | España  | 2016-2018 |
| F. C. Barcelona "B" (cedido) | España  | 2018      |
| U. D. Las Palmas             | España  | 2018-2021 |
| S. D. Huesca (cedido)        | España  | 2018-2019 |
| C. D. Leganés (cedido)       | España  | 2019-2020 |
| Girona F. C. (cedido)        | España  | 2020      |
| Real Sporting de Gijón       | España  | 2021-2024 |
| F. C. Torpedo Kutaisi        | Georgia | 2025-     |